# Uranothauma falkensteini
Uranothauma falkensteini är en fjärilsart som beskrevs av Herman Dewitz 1879. Uranothauma falkensteini ingår i släktet Uranothauma och familjen juvelvingar. Inga underarter finns listade i Catalogue of Life.